# Erbauung
Der Ausdruck Erbauung (von griechisch oikodomé/oikodoméin, davon lateinisch aedificatio, exstructio) bezeichnet in der christlichen Tradition den Prozess des Baues/Bauens der Kirche als Gemeinschaft (im Unterschied zur Bezeichnung „Kirchenbau“, die sich auf Kirchen als Gebäude bezieht). Obwohl der Begriff der Erbauung zu jeder Zeit einer permanenten Erosion und Inflation unterworfen war, bleibt sein Inhalt ein Wesensmerkmal der Beziehung von Kirche und Gemeinde.
Erbauung wird daher definiert als das, was die Kirche in ihrem Christusbezug stärkt, ihre charismatische und diakonische Kraft fördert und dadurch ihre missionarische Ausstrahlung erhöht. Einzelerbauung und persönliche Spiritualität hat im Blick auf dieses überindividuelle, letztlich eschatologische Ziel Bedeutung und Grenze.
Die Metapher vom Bau begegnet im paulinischen Schrifttum als Bild von der Kirche als Haus (Gottes bzw. Christi), dessen lebendige Steine die Christen sind. Das Erbauungsgeschehen erfolgt demnach in Gottesdienst und Verkündigung, wie auch im öffentlichen Zeugnis jedes Einzelnen.
Darum ermahnt euch untereinander und einer erbaue den anderen, wie ihr auch tut. 1 Thess 5,11 
Dieser Sinn des Wortes findet sich bei Melanchthon:
das also zusammen ist die nötige Kirchenlehre von Anfang der Schöpfung bis zu Erbauung der Kirchen nach den Aposteln.
Anrichtung der lat. Schule. Bonn 1543, zit. b. Grimm DWB
Die bisher beschriebenen Facetten der Begriffs "Erbauung" werden heute oft eher mit dem Begriff "Gemeindeaufbau" abgedeckt. Denn seit dem 16. Jahrhundert setzte ein Bedeutungswandel des Begriffs Erbauung ein.

## Innerlicher Erbauungsbegriff
Im 16. und 17. Jahrhundert wandelt sich der Gehalt des Erbauungsbegriffes ins individuell-mystische: Das Wort wurde zu einem Zentralbegriff des Pietismus und hatte dort einen Innerlichkeitsakzent bekommen. Nicht mehr der Aufbau der Kirche, sondern die Glaubensstärkung frommer Gemeinschaften und ihrer einzelnen Mitglieder war nun damit bezeichnet. Darüber hinaus jedoch richteten sich die Schritte der Erbauung
über die pietistische Selbst-Erbauung und das persönliche Erweckungserlebnis hinaus auch noch auf die Belehrung der anderen und die Belebung ihres religiösen Empfindens, sie bezeichneten die Förderung und Stärkung der Glaubensgewissheit durch die Erwärmung der Herzen. Ihr Wirkungsfeld war grundsätzlich nicht auf die Kirche begrenzt, doch galten sie hier als besonders notwendig für all diejendigen, die noch nicht die rechte Herzens- und Verstandesbildung gewonnen hatten. (Hölscher 116)
Prägend wurde der durch Spener und Francke verfochtene Erbauungsbegriff: ein moralischer Wert und ein ästhetisches Gefühl. Konsequent beschrieb die Aufklärung erbauen als das (sein) Gemüt erheben, fromme Gedanken wecken (fassen) und zum Guten aufmuntern (ermuntert und gestärkt werden). (Campe, Wörterbuch der deutschen Sprache)
wenn man eine diesem Ausdruck angemessene Bedeutung sucht, so ist sie wohl nicht anders anzugeben, als dass darunter die moralische Folge aus der Andacht auf das Subject verstanden werde. Kant 6, 385 zit. b. Grimm DWB;
Der metaphorische Sinn verblasste mit der Zeit und ist heute praktisch vergessen.
Mit der Kritik des 19. Jahrhunderts, die bis heute anhält, tat man den Begriff argwöhnisch als Frömmelei ab. Insbesondere der Philosoph Kierkegaard wandte sich dem Begriff entschieden zu.